# 14068 Гаусерова
14068 Гаусерова (14068 Hauserová) — астероїд головного поясу, відкритий 21 квітня 1996 року.
Тіссеранів параметр щодо Юпітера — 3,370.